# Let Sleeping Corpses Lie
Let Sleeping Corpses Lie è il primo cofanetto del gruppo musicale statunitense White Zombie, pubblicato il 25 novembre 2008 dalla Geffen Records.
È composto da 4 CD e ripercorre l'intera carriera del gruppo.

## Tracce
Disco 1
1. Gentleman Junkie
2. King of Souls
3. Tales from the Scarecrowman
4. Cat's Eye Resurrection
5. Pig Heaven
6. Slaughter the Grey
7. Eighty-Eight
8. Fast Jungle
9. Gun Crazy
10. Kick
11. Memphis
12. Magdalene
13. True Crime

Disco 2
1. Ratmouth
2. Shack of Hate
3. Drowning the Colossus
4. Crow III
5. Die, Zombie, Die
6. Skin
7. Truck on Fire
8. Future-Shock
9. Scumkill
10. Diamond Ass
11. Demonspeed
12. Disaster Blaster
13. Murderworld
14. Revenge
15. Acid Flesh
16. Power Hungry
17. Godslayer

Disco 3
1. God of Thunder
2. Love Razor
3. Disaster Blaster 2
4. Welcome to Planet Motherfucker / Psychoholic Slag
5. Knuckle Duster (Radio 1-A)
6. Thunder Kiss '65
7. Black Sunshine
8. Soul-Crusher
9. Cosmic Monsters Inc.
10. Spiderbaby (Yeah-Yeah-Yeah)
11. I Am Legend
12. Knuckle Duster (Radio 2-B)
13. Thrust!
14. One Big Crunch
15. Grindhouse (a Go-Go)
16. Starface
17. Warp Asylum
18. I Am Hell

Disco 4
1. Children of the Grave
2. Feed the Gods
3. Electric Head Pt. 1 (the Agony)
4. Super-Charger Heaven
5. Real Solution #9
6. Creature of the Wheel
7. Electric Head Pt. 2 (the Ecstasy)
8. Grease Paint and Monkey Brains
9. I, Zombie
10. More Human than Human
11. El Phantasmo and the Chicken-Run Blast-O-Rama
12. Blur the Technicolor
13. Blood, Milk and Sky
14. The One
15. I'm Your Boogieman
16. Ratfinks, Suicide Tanks and Cannibal Girls